# Phare de Split Point
Le phare de Split Point, également appelé phare Eagle Nest Point ou The White Queen (en français : La reine blanche) est un phare construit, en 1891. Il est implanté en bordure de Great Ocean Road à Aireys Inlet, Victoria au sud-est de Melbourne en Australie.

## Caractéristiques
Le phare est une tour cylindrique, blanche, d'une hauteur de 34 mètres, s'élevant à 66 mètres au-dessus de l'océan.

## Codes internationaux
- ARLHS[4] : AUS-154[3]
- NGA : 7984[3]
- Amirauté[5] : K2182[3]

## Divers
Le phare est ouvert au public, tous les week-ends, sur réservation.

## Culture populaire
La série télévisée pour enfants Les Twist utilise la zone autour du phare pour de nombreuses scènes extérieures.
Dans le roman Chausse-trappe, de la série Inspecteur Napoléon Bonaparte de Arthur Upfield, un cadavre est découvert emmuré dans le phare de Split Point.
Le phare apparait dans le film Nuits de terreur (2003).

## Galerie

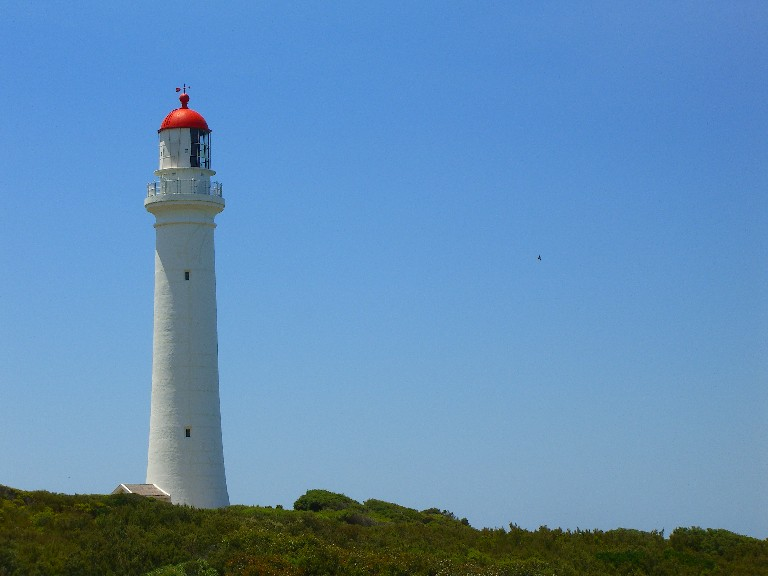
Vue distante du phare
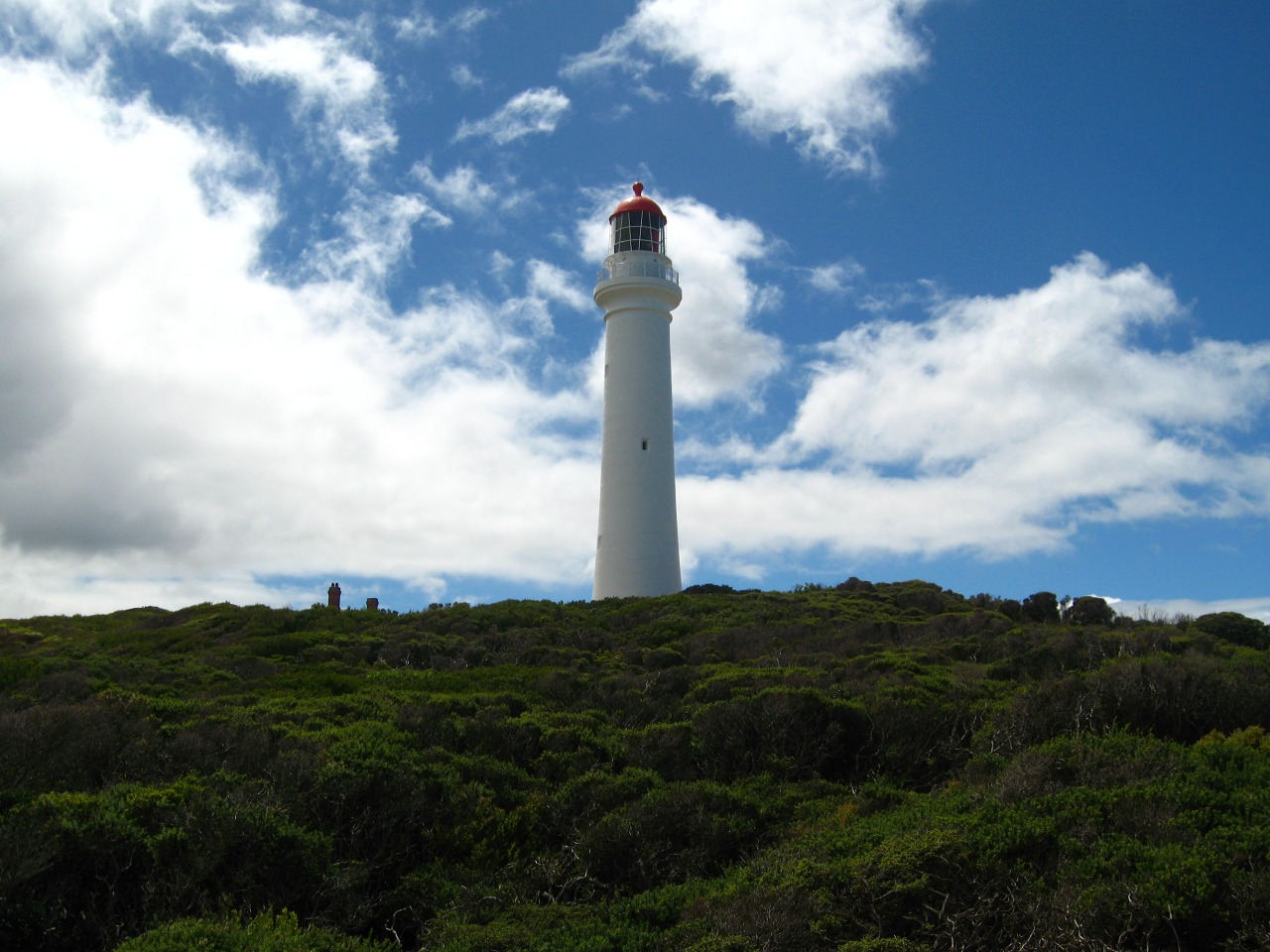
Photo du phare (2008)
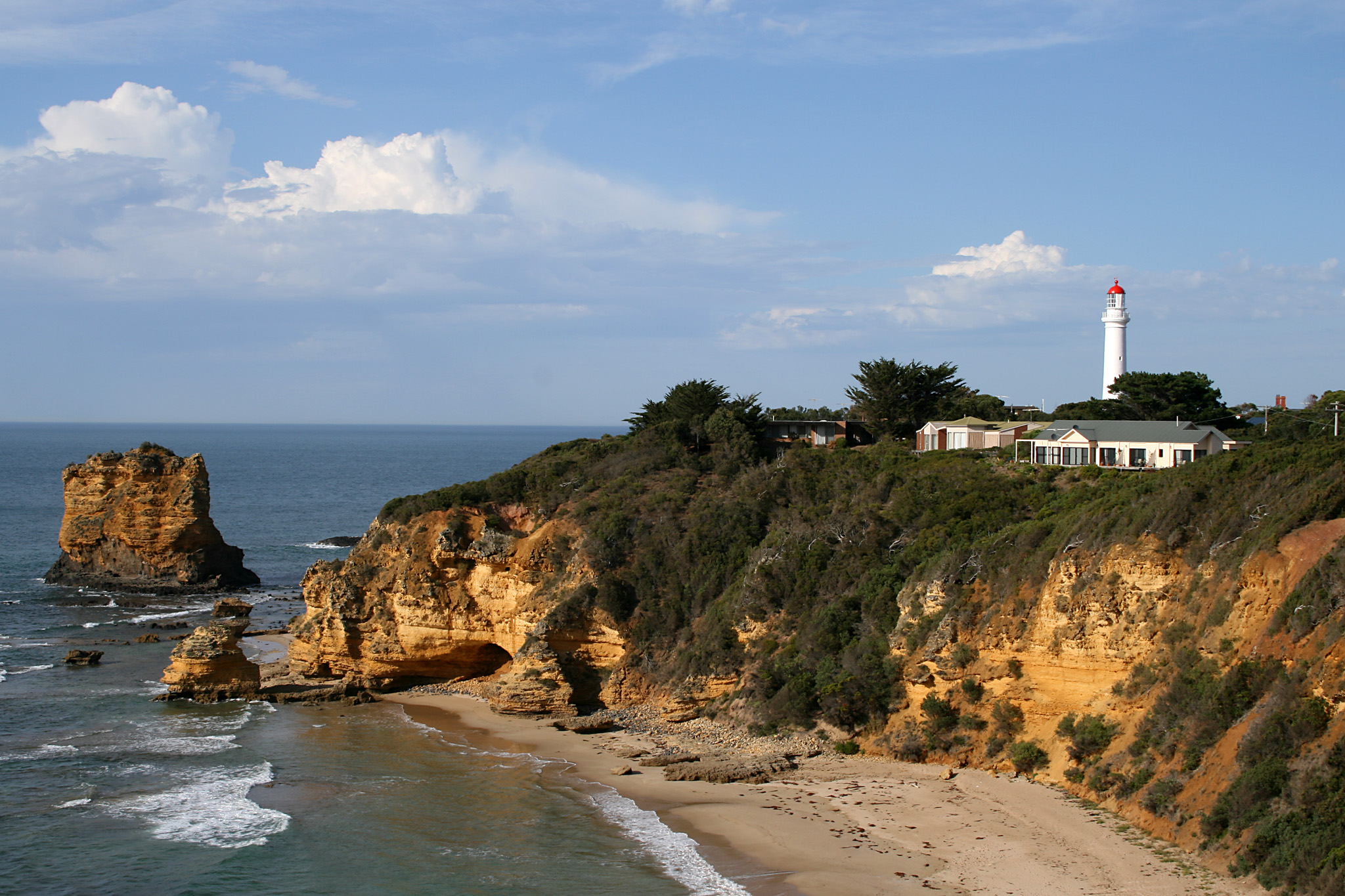
Vue distante du phare
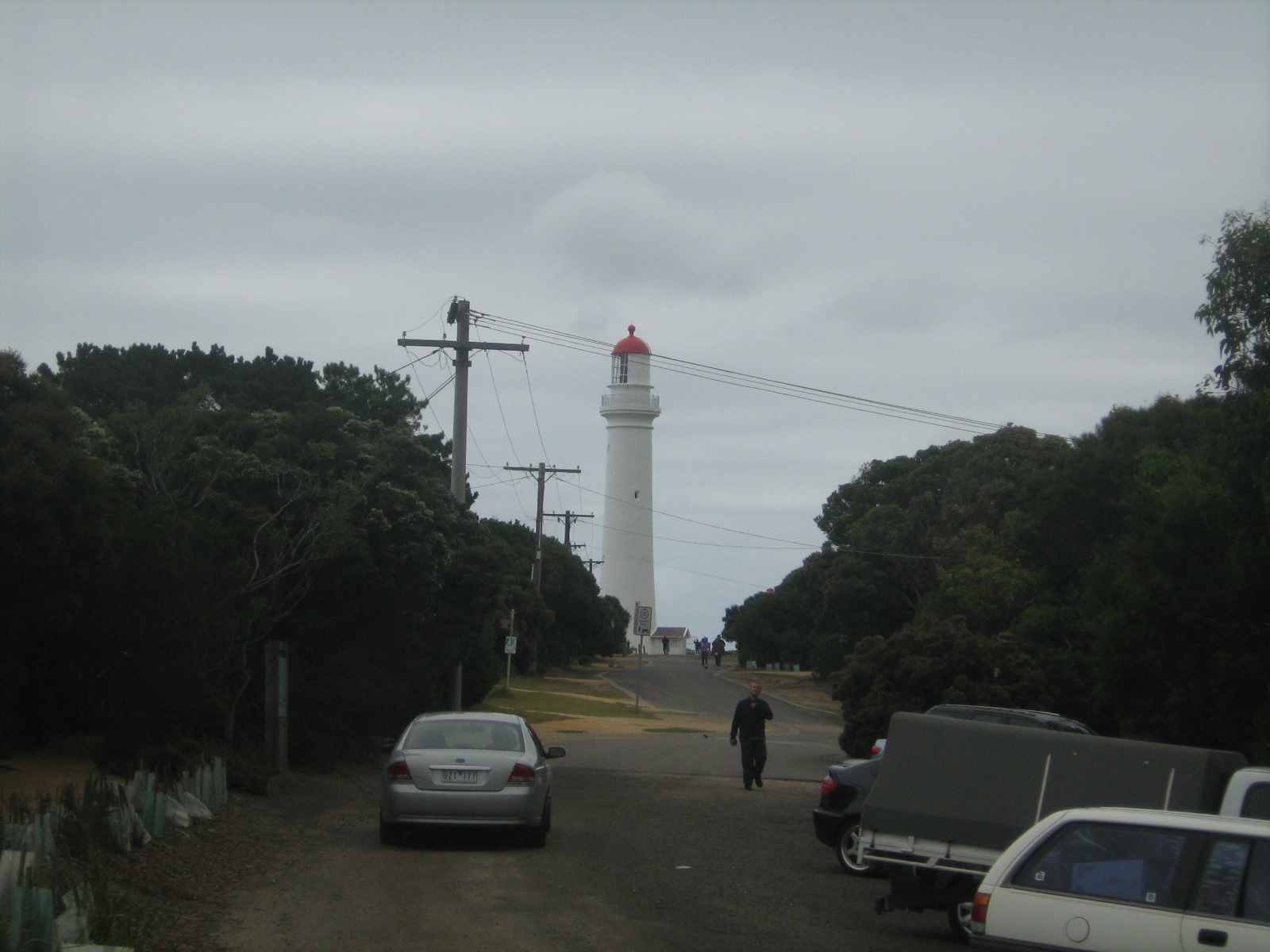
Photo du phare prise à partir de Great Ocean Road

## Source
- (en) Cet article est partiellement ou en totalité issu de l’article de Wikipédia en anglais intitulé « Split Point Lighthouse » (voir la liste des auteurs).